# ریونشو، کوئینزلند

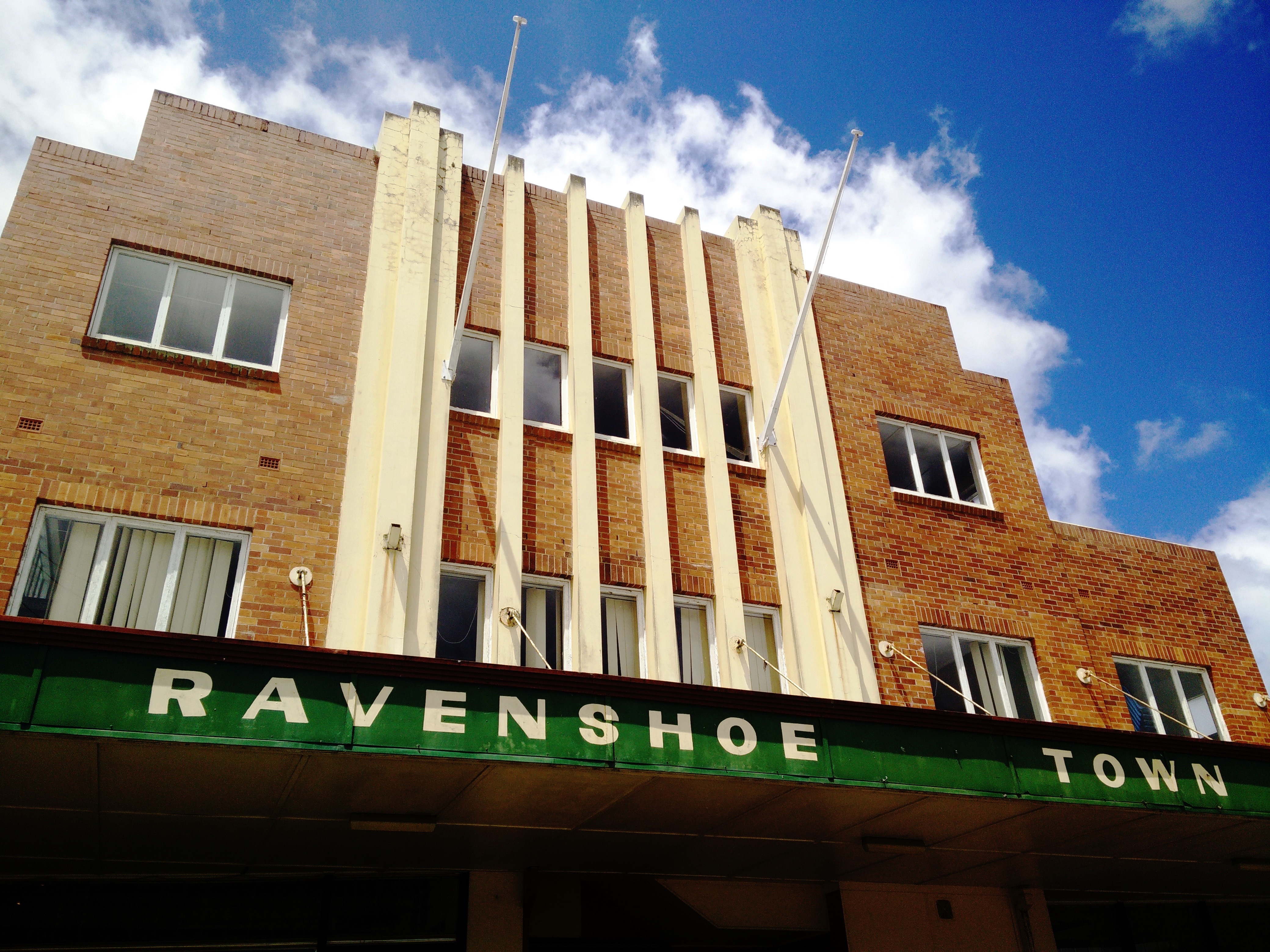
تالار شهر ریونشو

ریونشو (به انگلیسی: Ravenshoe) یک شهرک در استرالیا است که در کوئینزلند واقع شده‌است.